# Amalia van Solms

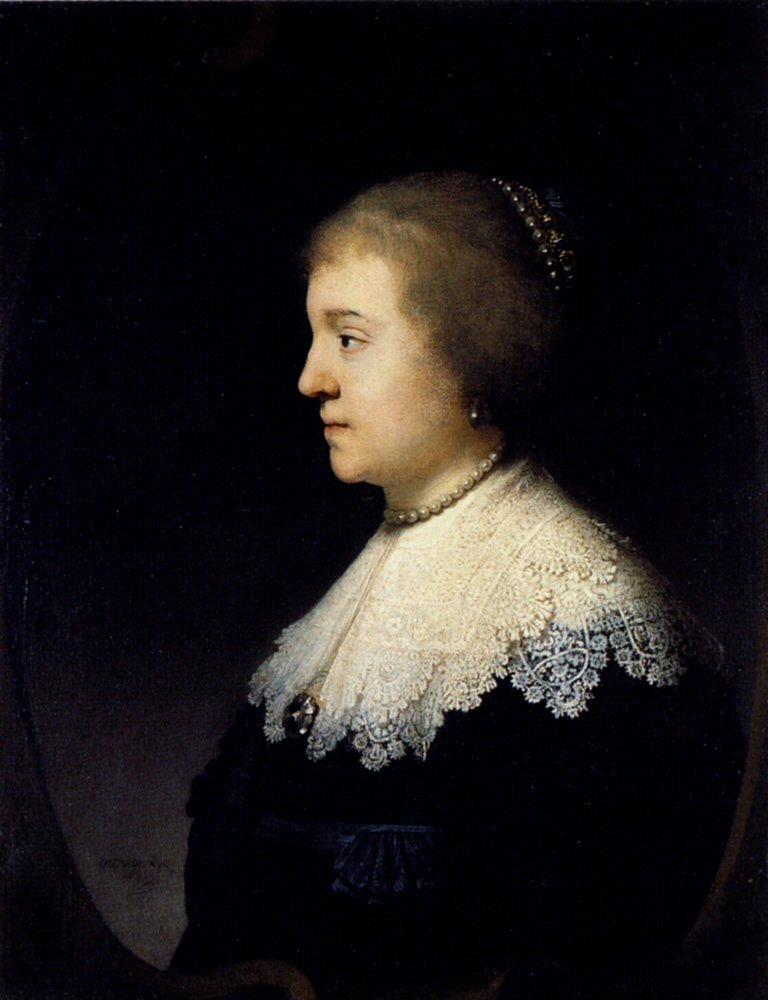
Portret van Amalia van Solms, 1632, Rembrandt van Rijn (1606-1669), Musée Jacquemart-André, Parijs

Amalia van Solms-Braunfels (Slot Braunfels, 31 augustus 1602 – Den Haag, 8 september 1675), gravin van Braunfels, was de vrouw van prins Frederik Hendrik van Oranje.
Amalia van Solms-Braunfels werd op 31 augustus 1602 geboren als dochter van Johan Albrecht I van Solms-Braunfels (de oudste zoon van Elisabeth van Nassau, een zuster van Willem van Oranje) en Agnes van Sayn-Wittgenstein. Haar jeugd bracht zij door op het Slot Braunfels aan de Lahn. Zij was een kleindochter van Koenraad van Solms (1540-1592) en Elisabeth van Nassau (1542-1603) van vaderszijde en Lodewijk I van Sayn-Wittgenstein (1532-1605) en Elisabeth van Solms-Laubach (1549-1599) van moederszijde.
Op 18-jarige leeftijd kwam zij als hofdame van Elizabeth Stuart, echtgenote van Frederik V van de Palts, de 'winterkoning' van Bohemen (en volle neef van de stadhouder), naar Den Haag. Hier leerde zij Frederik Hendrik kennen, wiens achternicht zij was. Zij trad op 4 april 1625 met hem in het huwelijk. Frederik Hendriks halfbroer Maurits had dit op zijn sterfbed aan hem gevraagd, anders zou hij niet van Maurits erven. 
Uit hun huwelijk werden negen kinderen geboren, van wie vijf de volwassen leeftijd bereikten:
- Willem II van Oranje (27 mei 1626 - 6 november 1650) (stadhouder) gehuwd met Maria Stuart
- Louise Henriëtte van Nassau (7 december 1627 - 18 juni 1667), gehuwd met keurvorst Frederik Willem I van Brandenburg
- Henriëtte Amalia van Nassau (26 oktober 1628 - december 1628)
- Elisabeth van Nassau (4 augustus 1630, dezelfde dag overleden)
- Isabella Charlotte van Nassau (28 april 1632 - april 1642)
- Albertine Agnes van Nassau (9 april 1634 - 24 mei 1696). trouwde met Willem Frederik van Nassau-Dietz
- Henriëtte Catharina van Nassau (10 februari 1637 - 3 november 1708), trouwde met Johan George II van Anhalt-Dessau
- Hendrik Lodewijk van Nassau (30 november 1639 - 29 december 1639)
- Maria van Nassau (5 september 1642 - 20 maart 1688), trouwde met Lodewijk Hendrik Maurits van Palts-Simmern (was de zoon van Lodewijk Filips van Palts-Simmern en van Maria Eleonore van Brandenburg)

Toen Frederik Hendrik na het overlijden van zijn halfbroer prins Maurits stadhouder werd, wist hij zijn invloed op het beleid sterk uit te breiden. Hiermee groeide ook de invloed van Amalia.
Onder Frederik Hendrik en Amalia nam het ceremonieel in het Haagse hofleven aanzienlijk toe. De bouw van een aantal paleizen, waaronder Huis Honselaarsdijk, paleis te Rijswijk, Huis ten Bosch en aanzienlijke verbouwingen aan het Oude Hof in het Noordeinde, het kasteel van Buren en het Hof van Solms in Oirschot, volgden. 
Amalia was de stuwende kracht achter het huwelijk van haar oudste dochter Louise Henriëtte met de keurvorst van Brandenburg en haar zoon Willem II met Maria Henriëtte Stuart. Na de dood van haar zoon nam zij de voogdij van haar kleinzoon Willem III op zich.
Na het overlijden van haar echtgenoot stond in 1649 koning Filips IV van Spanje het grondgebied van Turnhout aan haar af. Als vrouwe van Turnhout had zij een belangrijke invloed op de geschiedenis van Baarle en de enclave-geschiedenis van Baarle.
Haar stoffelijk overschot werd bijgezet in de Grafkelder van Oranje-Nassau in de Nieuwe Kerk te Delft.
In het voormalig stadhouderlijk paleis aan het Binnenhof in Den Haag, het huidige gebouw van de Eerste Kamer der Staten-Generaal, bevindt zich een galerij die naar Amalia van Solms is vernoemd. In de Amalia van Solmsgalerij bevindt zich een reeks van zeventiende-eeuwse portretten van vrouwen uit de hofhouding van Amalia van Solms.
In 1632 werd het nieuwe vlaggenschip van de Admiraliteit van Rotterdam naar haar genoemd met de naam Aemilia. Deze vorm van de naam werd het meest gebruikt maar ook Prinses Amalia en Amilia kwamen voor. 

## Historische romans
- Dieuwke Winsemius, Amalia van Solms, meer dan schone schijn (1983). Historische roman over het leven van Amalia van Solms. EAN: 978-9024227006.
- Thera Coppens, Frederik Hendrik en Amalia van Solms (1987). Historische roman over het leven van Amalia van Solms en haar echtgenoot Frederik Hendrik.
- Matthias Rozemond, Amalia: Prinses van Oranje (2021). Historische roman over het leven van Amalia.
  - Hoogheid: De troebele jaren van Amalia (2022). Vervolg op Amalia.
- Arend van Dam, De droom van Amalia (2021). Kinderboek over het leven van Amalia.
- Marianne en Theo Hoogstraaten, Amalia’s erfenis (2019). Historische roman, primair over het leven van Amalia na haar aankomst in de Nederlanden.